# My Bonnie Lies over the Ocean
My Bonnie Lies over the Ocean – tradycyjna szkocka pieśń ludowa. Autor utworu jest nieznany.
Źródłem pochodzenia tej piosenki może być historia Karola Edwarda Stuarta, powszechnie znanego jako Bonnie Prince Charlie (tłum. Śliczny Książę Karolek), syna Jakuba Stuarta i Marii Klementyny Sobieskiej, wnuka obalonego Jakuba II, króla Szkocji, Anglii i Irlandii oraz prawnuka Jana III Sobieskiego, króla Polski. Wielu Szkotów wspierało Karola i jego próbę przywrócenia Stuartom tronu angielskiego poprzez zbrojny najazd Szkocji i Anglii (lata 1745–1746).
Znanych jest kilka wersji tego utworu, a także liczne przeróbki i parodie.
Jedną z bardziej znanych wersji jest aranżacja Tony'ego Sheridana (singel „My Bonnie” z 1961) z muzyką graną przez zespół Beat Brothers (właściwie The Beatles) z partią perkusyjną graną przez Pete'a Besta.

## Tekst liryki
My Bonnie lies over the ocean
My Bonnie lies over the sea
My Bonnie lies over the ocean
Oh bring back my Bonnie to me
Bring back, bring back
Bring back my Bonnie to me, to me
Bring back, bring back
Bring back my Bonnie to me
Last night as I lay on my pillow
Last night as I lay on my bed
Last night as I lay on my pillow
I dreamed that my Bonnie was dead
Bring back, bring back
Bring back my Bonnie to me, to me
Bring back, bring back
Bring back my Bonnie to me
Oh blow ye the winds o'er the ocean
And blow ye the winds o'er the sea
Oh blow ye the winds o'er the ocean
And bring back my Bonnie to me
Bring back, bring back
Bring back my Bonnie to me, to me
Bring back, bring back
Bring back my Bonnie to me
The winds have blown over the ocean
The winds have blown over the sea
The winds have blown over the ocean
And brought back my Bonnie to me
Bring back, bring back
Bring back my Bonnie to me, to me
Bring back, bring back
Bring back my Bonnie to me